# ویکتوری (ویسکانسین)
ویکتوری (به انگلیسی: Victory) یک منطقهٔ مسکونی در ایالات متحده آمریکا است که در شهرستان ورنن، ویسکانسین واقع شده‌است. ویکتوری ۱۹۸٫۱۲ متر بالاتر از سطح دریا واقع شده‌است.